# Hummusz

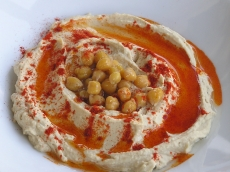
Hummusztál csicseriborsóval, olívaolajjal és pirospaprikával

A hummusz egy krémes állagú közel-keleti étel, melyet csicseriborsóból és tahiniből (szezámpaszta) olívaolaj, citromlé és fokhagyma hozzáadásával készítenek. Neve arab eredetű és csicseriborsót jelent. A kész étel teljes neve eredetileg hummusz bi tahína (حُمُّص بطحينة; ḥummuṣ bi ṭaḥīna), azaz csicseriborsó tahinával.
Mivel hangalakja a teljesen más jelentésű és eredetű humusz szóéra emlékeztet, az étel nevének írásakor általában a hummusz formát részesítik előnyben.

## Eredete
A hummuszt alkotó növényeket évezredek óta termesztik a világ különféle tájain, az viszont, hogy receptje pontosan mikor is keletkezett, nem teljesen tisztázott. Egyes legendák szerint az első hummuszt a hadvezér Szaladin egyiptomi szultán készítette a 12. században. Valójában azonban lehet, hogy közel sem olyan régi az étel, mint azt sokan gondolják. Az első hitelt érdemlő utalások ugyanis csak a 18. századi Damaszkuszból származnak.

## Tálalása és fogyasztása
A hummuszt gyakran fogyasztják előételként lapos pita kenyérrel, mártogatva olívaolajjal, citromlével és fűszerekkel (petrezselyemzöld, pirospaprika, római kömény stb.). Különféle feltéteket is fogyasztanak hozzá, például pirított hagymát, fenyőmagot, gombát, paradicsomos, korianderes, paprikás vagy éppen olívás szószokat.
Kedvelt összetevője az utcai falafelárusok szendvicseinek, gyakori kísérője salátáknak, csirke, hal- és zöldségételeknek is. Hidegen és melegen egyaránt fogyasztják.

## Táp- és hatóanyagai
A hummusz alapanyagainak köszönhetően rendkívül tápláló étel. Kenyérrel fogyasztva teljes értékű fehérjeforrás, bővelkedik kis glikémiás indexű, lassan felszívódó szénhidrátokban és előnyös élettani hatású telítetlen zsírsavakban. Emellett sok kalciumot, magnéziumot, cinket, vasat, mangánt, rezet, valamint E- és B-vitaminokat tartalmaz. Rosttartalma is jelentős.
Mind a csicseriborsó, mind pedig a szezámmag előnyös hatással van a vér koleszterin- és lipidszintjére, rostjaik pedig segíthetnek megelőzni a cukorbetegséget. A szezámolaj egyes összetevői (lignánok) hatékonynak bizonyultak egyes rákfajták megelőzésében, sőt kezelésében is.

## Viták a hummusz eredetével kapcsolatban
Időről időre viták lobbannak fel a hummusz eredetével kapcsolatban. Egyes libanoni érdekkörök például megpróbálták elérni, hogy a hummusz védett státuszt kapjon az Európai Unióban mint eredeti libanoni étel. Ezt elsősorban azzal indokolták, hogy Izrael számos libanoni nemzeti ételt (pl.: hummusz, falafel, baba ganus) „ellopott”.
Arto der Haroutunian szíriai származású szerző Vegetarian Dishes from the Middle East (Vegetáriánus ételek a Közel-Keletről) című könyvében a hummuszt "az egyik legnépszerűbb és legismertebb szíriai étel"-ként definiálta.
Izraelben valóságos kultusz alakult ki a hummusz körül. Ők is nemzeti ételnek tekintik, a szupermarketekben számtalan márkájú és ízesítésű hummusz kapható, akárcsak az éttermekben és utcai árusoknál. Olyan mindennapos étellé vált, amit kedvelői bármikor és bármilyen körítéssel hajlandók fogyasztani.
Debbie Schlussel amerikai ügyvéd, politikai kommentátor és blogger szerint a zsidók már évszázadok óta készítik az "arab eredetű" hummuszt, régebben, mint amióta az Iszlám létezik.

## Hummuszfogyasztás a világban
A hummusz egyre népszerűbbé válik világszerte. Dacára annak, hogy az alapanyagok előkészítése (borsó áztatás) és a főzés is meglehetősen időigényes, a Közel-Keleten saját konyhájukban is rendszeresen készítik az emberek. Emellett az éttermek és élelmiszerüzletek is számtalan gyorsan fogyasztható alternatívát kínálnak a fogyasztóknak. Valamivel körülményesebben szerezhetők be az alapanyagok Európában és Amerikában, ahol a késztermék változatok talán még népszerűbbek.
A világ legjelentősebb hummuszgyártó cégei Izraelben működnek. Nemcsak a Közel-Keleten, de Európában, Amerikában és Ausztráliában is jelentős piaci szerepük van. Az Egyesült Államok hummusz eladásaiból például a izraeli Sabra Dipping Company mintegy 40 százalékban részesedik. Nagy-Britanniában az Independent című lap íz-tesztjét magasan az Osem cég Tsabar márkájú terméke nyerte. 2000 előtt még alig lehetett hallani a hummuszról a nyugati országokban, mára viszont komoly verseny van kibontakozóban világszerte az egyre növekvő kereslet miatt.
Magyarországon a rendszerváltás után egyre több, főleg török és arab étterem nyílt, melyek közül többen hummuszt is kínálnak - elsősorban Budapesten. Késztermék formában minden jelentősebb élelmiszer-áruházlánc forgalmaz magyar gyártmányú hummuszt. Magyarország egyik legnagyobb hummuszkrém-gyártója a Fanan Hummus.